# بارغان (رستاق)
بارغان (بالفارسية: بارگان) هي قرية تقع في إيران في Rostaq Rural District.